# 제임스 브래디

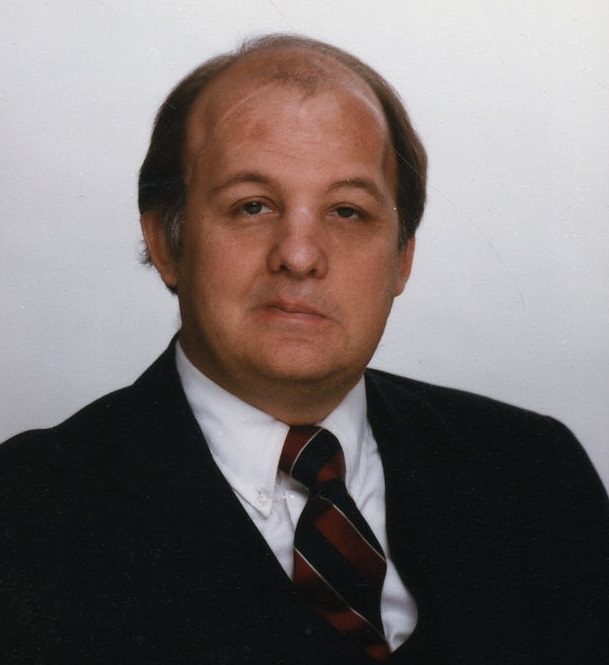

제임스 브래디(James Brady, 본명: 제임스 스콧 브래디, James Scott Brady, 1940년 8월 29일 ~ 2014년 8월 4일)는 로널드 레이건 대통령 밑에서 미국 대통령 보좌관과 제17대 백악관 대변인을 지낸 미국의 공무원이다. 1981년 존 힝클리 주니어(John Hinckley Jr.)는 레이건 취임 후 2개월 10일 만에 발생한 힝클리의 로널드 레이건 암살 시도 중에 브래디에게 총을 쏴 부상을 입혔다.
2014년 브래디의 죽음은 33년 전인 1981년 3월 30일 그가 받은 총상으로 인해 결국 살인으로 판결됐다.